# Red Baron (jeu vidéo, 1990)
Pour les articles homonymes, voir Red Baron et Baron.
Red Baron est un simulateur de vol de combat où le joueur incarne un pilote de chasse de la Première Guerre mondiale. Développé par Dynamix, le jeu a été édité en 1990 sous DOS et en 1992 sur Amiga. Au moins deux autres simulateurs portant aussi le titre de Red Baron, mais sans rapport avec celui de Dynamix, étaient déjà sorti avant, en 1980 et en 1983, mais sans rapport non plus entre eux. Développé par Keith Hunt et édité par Lothlorien, le simulateur de 1983 ne connut aucune suite.
Le nom de tous ces jeux fait référence au « Baron Rouge », surnom du pilote Manfred von Richthofen, qui fut l'un des plus célèbres as de l'aviation de la Première Guerre mondiale.

## Description générale
Dans le Red Baron de Dynamix le joueur incarne un pilote de chasse durant la Première Guerre mondiale. Il peut piloter un grand nombre d'avions de chasse plus ou moins fiables et/ou difficiles à piloter. Certains des modèles pilotables dans le jeu, comme cela était effectivement le cas à l'époque, ont tendance à partir en vrille ou à perdre une aile assez facilement.

## Système de jeu
Trois modes présents :
- Le mode « campagne » où le joueur incarne un pilote allemand ou allié entre 1915 et 1918. Les avions évoluent en fonction du temps ainsi que des missions et des affectations du joueur. Le joueur commence ainsi à devenir un as après 5 victoires aériennes et pourra rencontrer au cours de patrouilles des as ennemis et essayer de les battre.
- Le mode « mission historique », retraçant de grands moments de bataille aérienne de cette guerre (notamment la dernière chasse du Baron Rouge).
- Le mode « mission simple » où le joueur peut choisir l'avion, l'ennemi, la météo...

## Accueil
| Red Baron       |      |       |
| Média           | Nat. | Notes |
| Dragon Magazine | US   | 5/5   |

## La compilationRed Baron History
Red Baron History (également appelé Red Baron Pack en Amérique du Nord) est, à ce jour, la dernière compilation des différents opus de la série Red Baron. Elle est sortie en 2011, pour le système d'exploitation Windows.

### Contenus
Red Baron History contient les jeux :
- Red Baron
- Red Baron: Mission Builder
- Red Baron 3D